# Vinořské náměstí
Vinořské náměstí je náměstí v Praze, v městské části Praha-Vinoř. Po obvodu náměstí lze najít Kostel Povýšení svatého Kříže s farním úřadem, obytné domy, přičemž většina z nich jsou bývalé statky a je zde také bývalý špýchar. Uprostřed náměstí je ostrůvek zeleně, kde stojí sousoší svatého Jana Nepomuckého, stojícícho na velké fantastické rybě, symbolu mlčenlivosti. Před budovou fary a bývalého špýcharu je malé parkoviště. Náměstím prochází silnice směrem do Radonic a Horních Počernic.